# 蔣公報恩觀
22°36′21″N 120°16′36″E / 22.605960°N 120.276732°E
蔣公報恩觀是位於臺灣高雄市旗津區實踐里、大陳人祭拜蔣中正的廟宇。

## 沿革
此廟為旗津的大陳人在1977年興建，原址下面是臺灣日治時期的軍營防空洞，因與距約400公尺的蔣公感恩堂相比規模較小，遂被稱「小房子」。

## 祭祀
蔣公報恩觀一樓供奉蔣公銅像，兩二樓供奉家鄉的阮弼真君、漁師大神與三官大帝。二樓神像前的漁船模型，為大陳人特有的祭祀品，祈求保佑出海漁民。
蔣公誕辰及逝世紀念日，居民會作祭拜，方式與一般神明無異。老勞民與大陳人會準備壽桃、鮮花、素果前來致意；老婦人口中還會不斷念著「報恩」。2007年，廟方擔心廟內銅像會如高雄市文化中心蔣公銅像一樣被高雄市政府拆除，便輪班守護主神蔣公幾夜。
隨著大陳人搬離旗津區散居各地、老兵逐漸去世等因素，祭拜場面越來越冷清。當地少年、第三代對於蔣中正的看法，已與一、二代大陳人的崇敬心理有所不同、甚至不以為然。

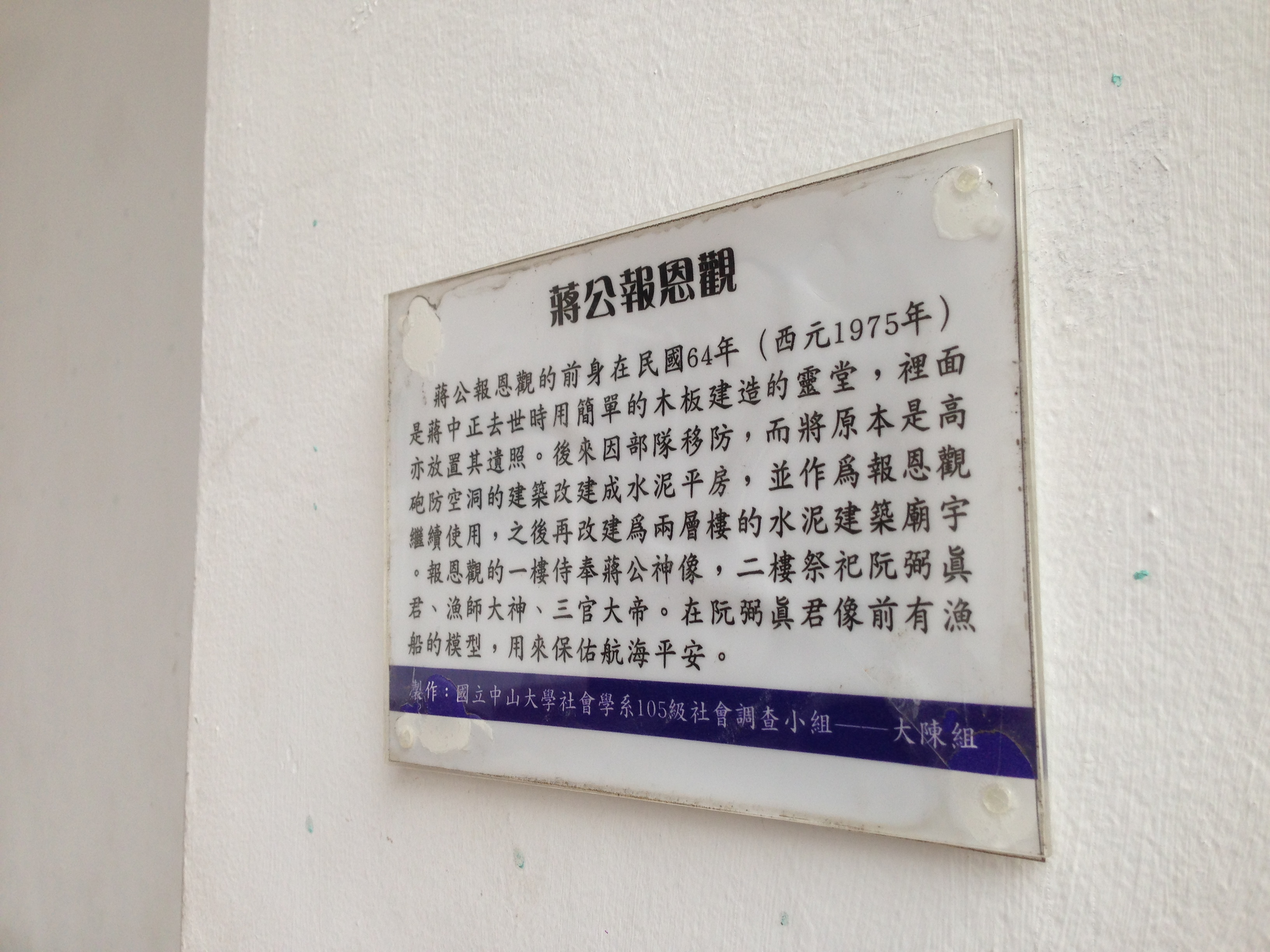
說明牌表示原先為防空洞，蔣中正去世時架為靈堂，後來改成蔣公報恩觀。
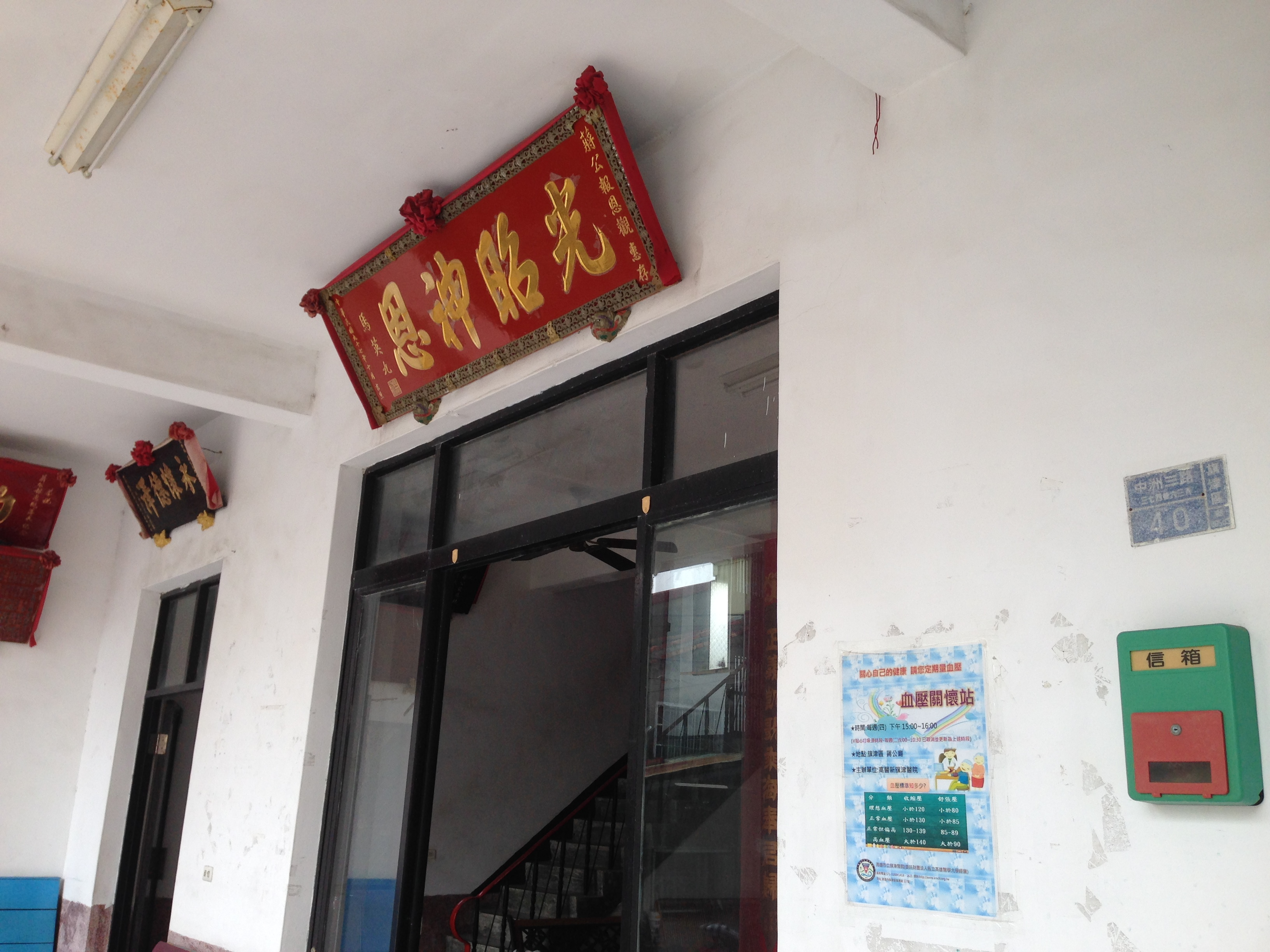
章孝嚴夫婦曾來此廟致敬[5]。「光昭神恩」匾額為中華民國總統馬英九所贈，2008年11月9日揭牌[8]。旁邊有門牌。
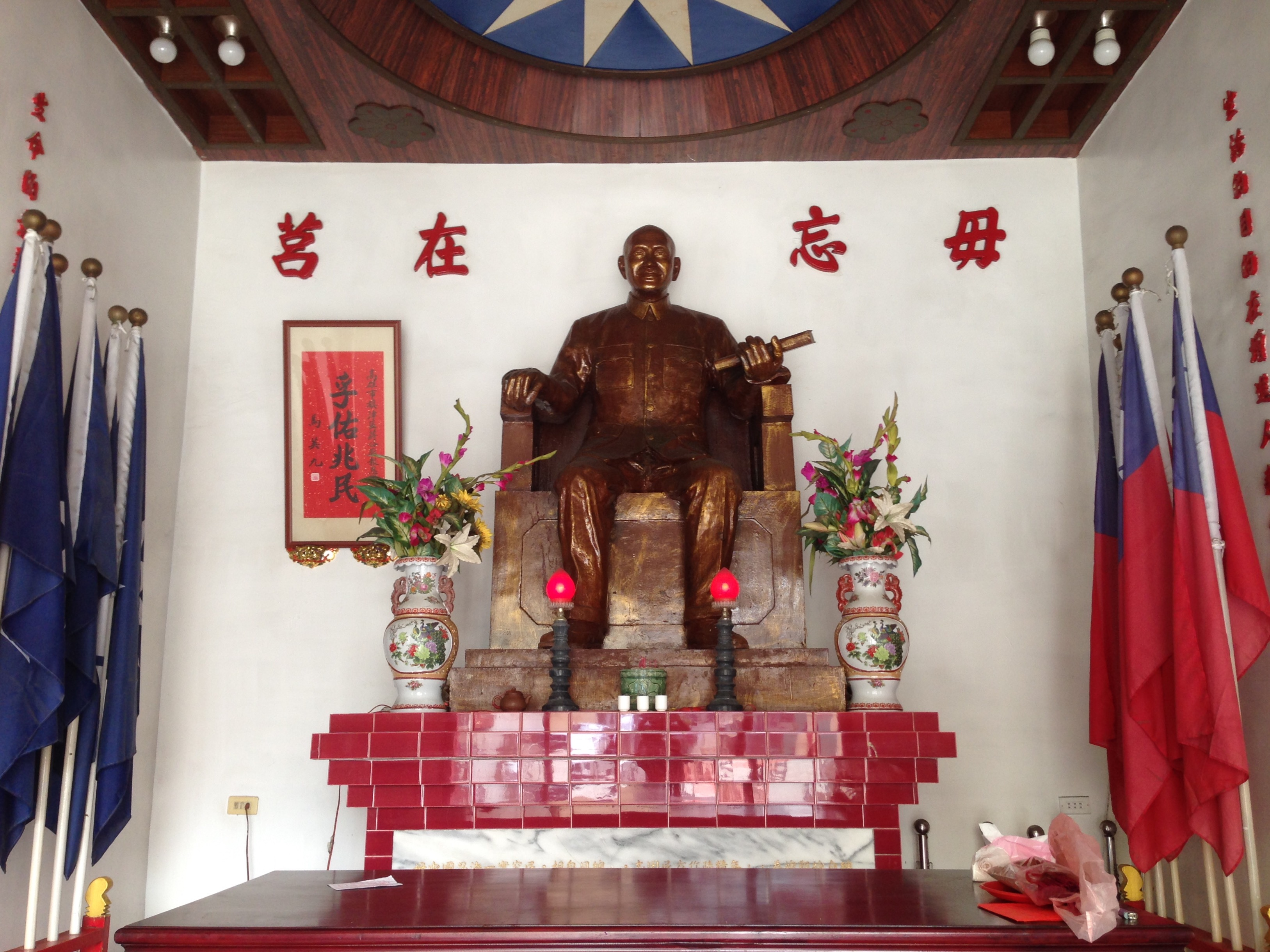
高雄市政府列此廟為當地觀光特色[4]，亦是中國大陸觀光客好奇的景點[3]。